# 파리 요리
파리 요리(프랑스어: cuisine parisienne)는 프랑스 파리의 요리와 지역 요리법, 특산물을 일컫는다.

## 역사

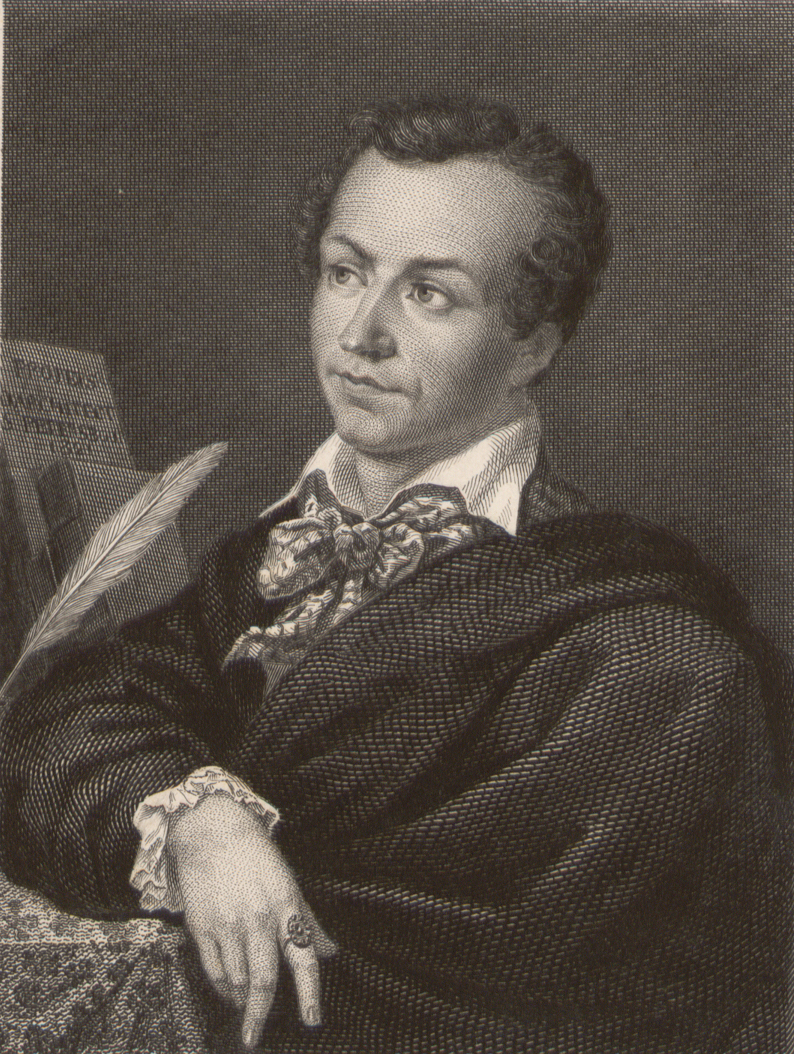
마리 앙투안 카렘

파리는 프랑스의 수도로서 16세기부터 요리 문화가 절정에 달하였으며, 그 영향력은 유럽을 위시로 전세계에 퍼져나가는 수준이었다.
당시 파리의 요리 문화가 발전을 이룬 것은 부분적으로는 상류 사회, 특히 궁정 직속 요리사들이 주도하였기 때문인데, 기본적으로 프랑스 왕실의 본거지였고, 국왕을 위한 많은 요리가 개발된 것이 주된 배경이다. 예를 들어 프랑수아 바텔은 보르비콩드성에서 왕실의 호화 연회에서 선보일 요리를 개발한 요리사로 역사에 그 이름을 남겼다.

### 레스토랑
파리는 이름난 프랑스 레스토랑의 본고장으로, 막생스 (Maxim's), 르 그랑 베푸르 (Le Grand Véfour), 라르셰스트라트 (L'archestrate), 라 투르 다르장 (La Tour d'Argent)이 가장 명성있는 레스토랑으로 꼽힌다.
몽파르나스 대로는 옛 지성인들이 모이던 레스토랑과 술집이 밀집한 거리로 유명한데, 라 쿠폴 (La Coupole), 라 클로제리 데 릴라 (La Closerie des Lilas), 라 로통드 (La Rotonde), 르 돔 (Le Dôme), 르 셀레크 (Le Select) 등이 대표적이다. 또 파리 9구에 위치한 부용 샤르티에 (Bouillon Chartier)는 프랑스 역사문화재로 등재된 유서깊은 레스토랑이다.
리볼리로 (Rue de Rivoli)에는 코코 샤넬 같은 유명인사들이 즐겨 먹던 핫초코로 유명한 안젤리나 (Angelina)가 있다. 또 해산물 레스토랑인 브라세리 라 로렌 (Brasserie La Lorraine)은 배우 찰리 채플린과 장 가뱅이 방문한 곳으로 알려져 있다.

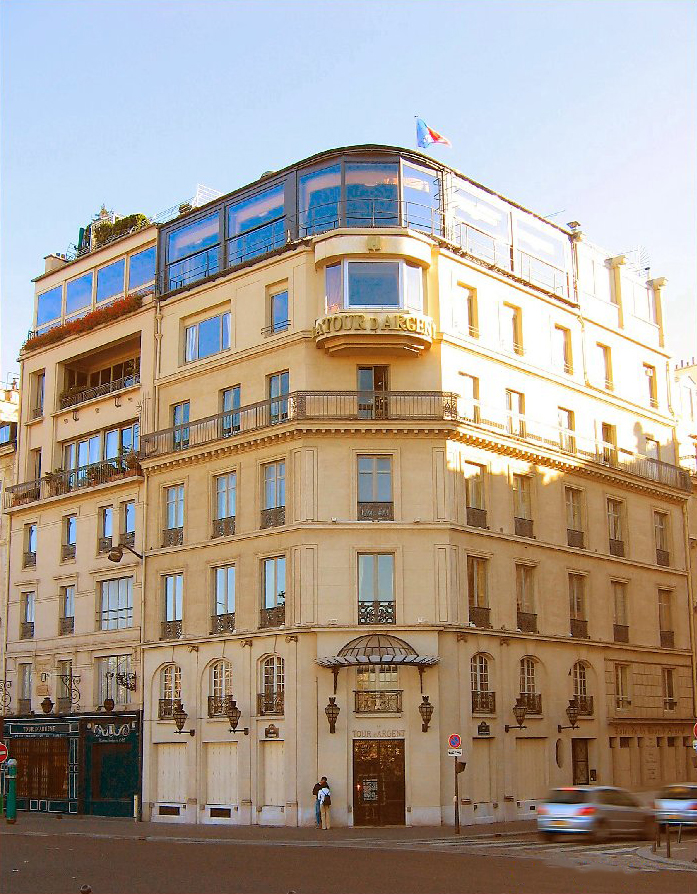
라 투르 다르장 (La Tour d'Argent)
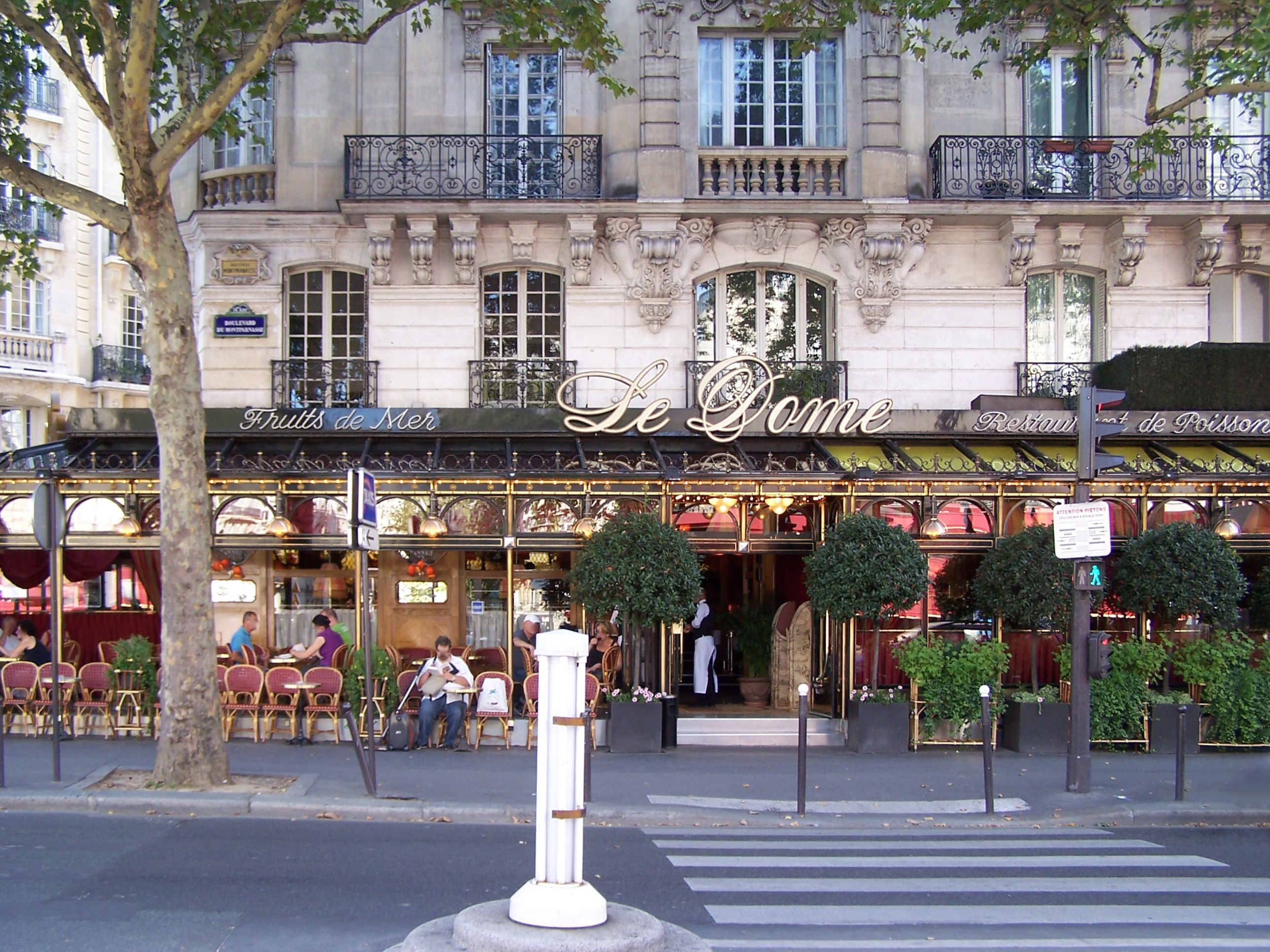
돔 (Le Dôme)
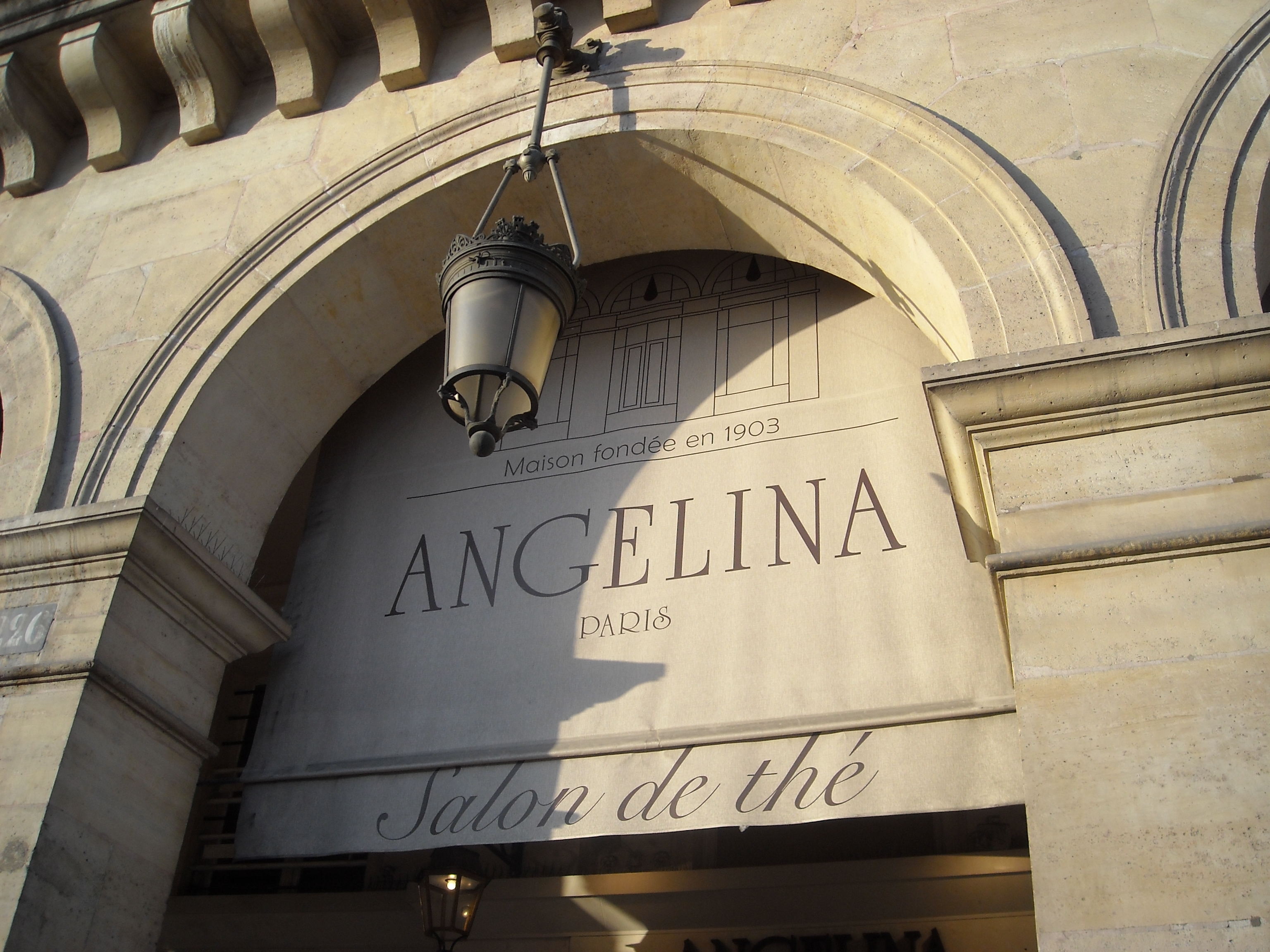
안젤리나 (Angelina)

## 치즈

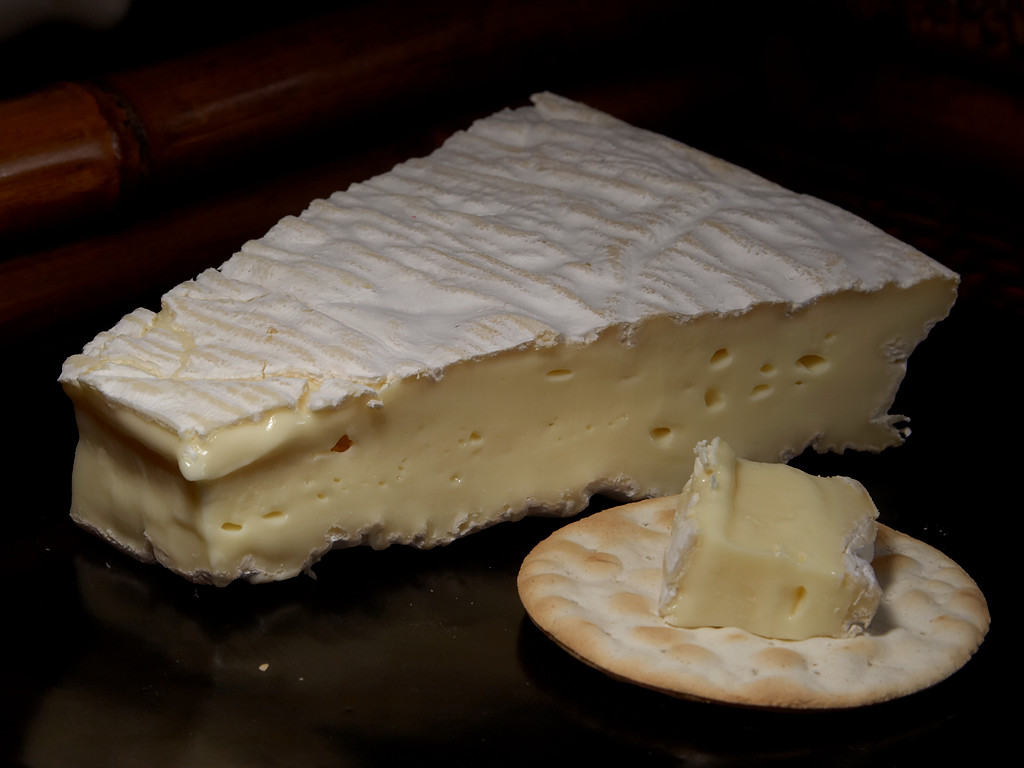
브리 치즈

파리의 치즈는 그 종류가 100개가 넘는다. 파리 동쪽의 풍요로운 농업 지대인 브리 (Brie)에서 생산되는 브리 치즈가 대표적인 치즈로 꼽히며, 쿨로미에르 (Coulommiers), 셰브뤼 (chevru), 두 (Doue)에서 생산되는 치즈도 자주 꼽힌다. 퐁텐블로에서 생산되는 치즈는 퐁텐블로 케이크의 재료로도 사용된다. 이러한 치즈 가운데서는 생산 과정을 비밀에 부쳐온 것들도 존재한다. .

## 버섯과 과일, 채소
파리에서 생산되는 버섯과 과일, 채소도 다양하며, 그 중에서도 버섯이 제일 유명하다.
양송이버섯은 파리를 대표하는 버섯으로, 프랑스에서는 파리 버섯 (Champignon de Paris)이라 부른다. 루이 14세의 정원사였던 장바프티스트 드 라 캉티니는 1670년부터 국왕을 위해 주름버섯를 처음 재배하였다. 이후 19세기 들어서 원예사 샹브리 드 파시가 버섯 재배를 다시 시도했다가 실패를 반복하였으나, 버려진 채석장에 거름을 버렸다가 몇 달 후 그곳에 자란 버섯을 발견, 일정한 온도와 공기 순환, 낮은 습도라는 완벽한 재배환경임을 밝혀내면서 버섯 재배가 재개되었다.
19세기 말에는 양송이버섯 재배가 호황을 이루어, 1875년 기준으로 버섯재배 사업자는 300명이 넘고 연간 생산량도 총 1,000톤에 달했다. 이러한 생산력을 바탕으로 매일 300바구니의 양송이 버섯이 파리 시내의 대표 시장인 레 알 드 파리로 공급 유통되었다.
대부분은 파리 교외 지역에서 재배가 이뤄졌으나 파리 시내에서도 카타콤 공간을 활용한 지하재배가 이뤄졌는데, 1895년 파리 메트로 공사로 중단되었다. 2016년 현재 파리 근교의 발두아즈주, 우아즈주, 이블린주 (몽테송)에 위치한 버섯 농장 수는 총 6곳이 남아 있다.
파리를 상징하는 과일로는 몽모랑시 체리 (Cerise de Montmorency)가 있다. 이밖에도 몽트뢰유수부아에서는 벽 받침을 활용한 독특한 복숭아 재배로 유명하고, 아르장퇴유의 아스파라거스, 샹부르시의 푸른자두, 크루아시의 당근도 제법 알려져 있다.

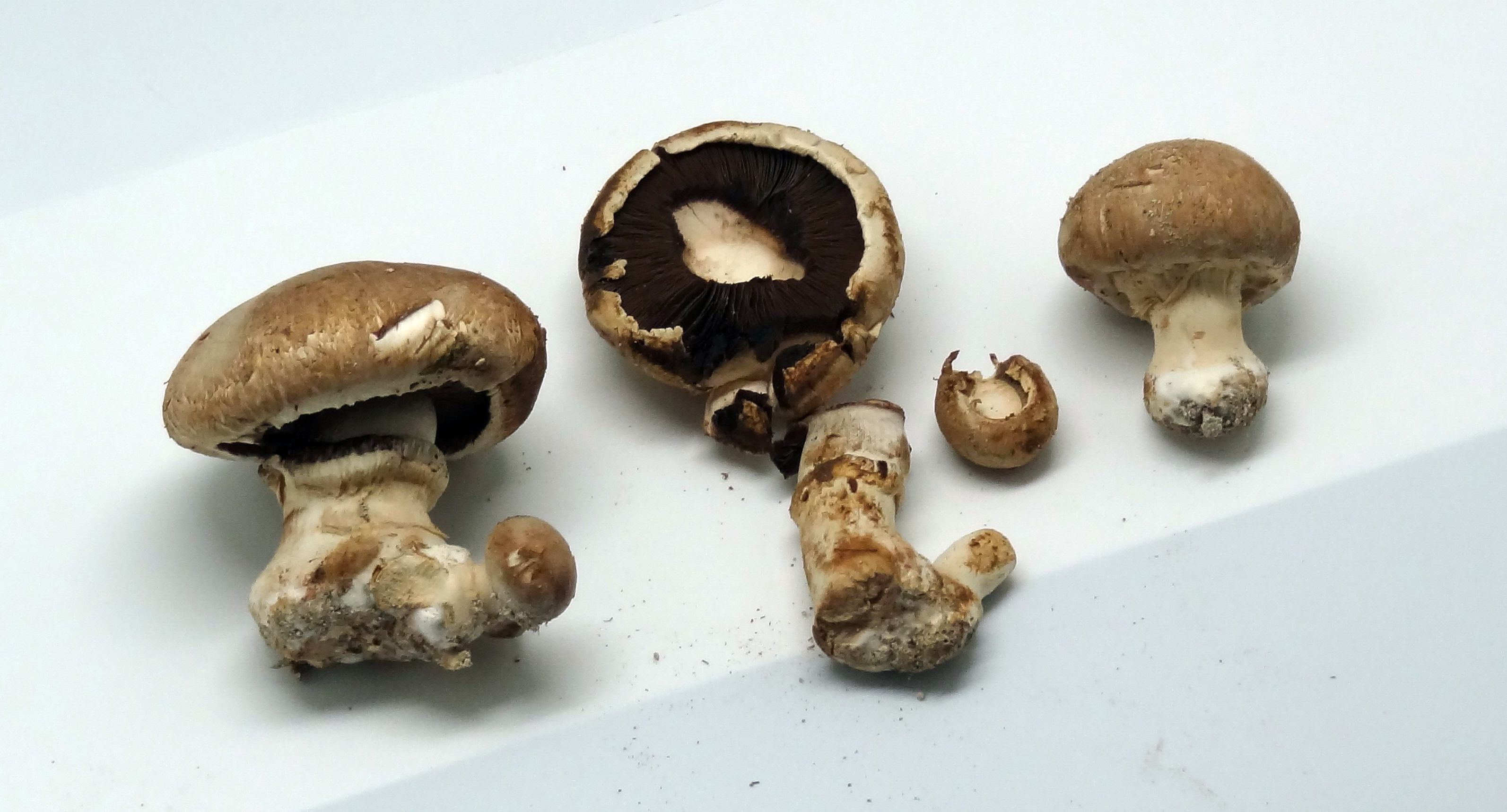
파리의 양송이버섯
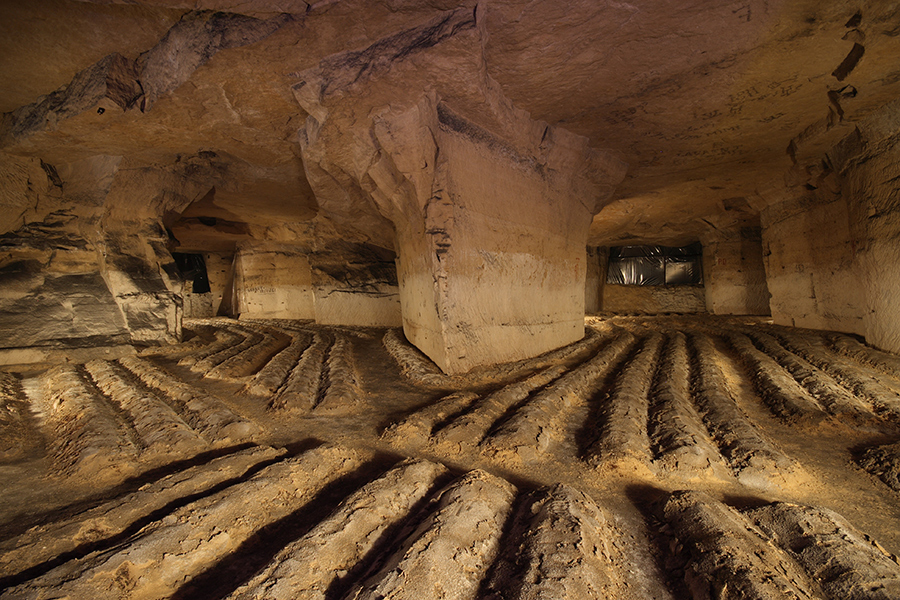
오래된 지하 버섯농장
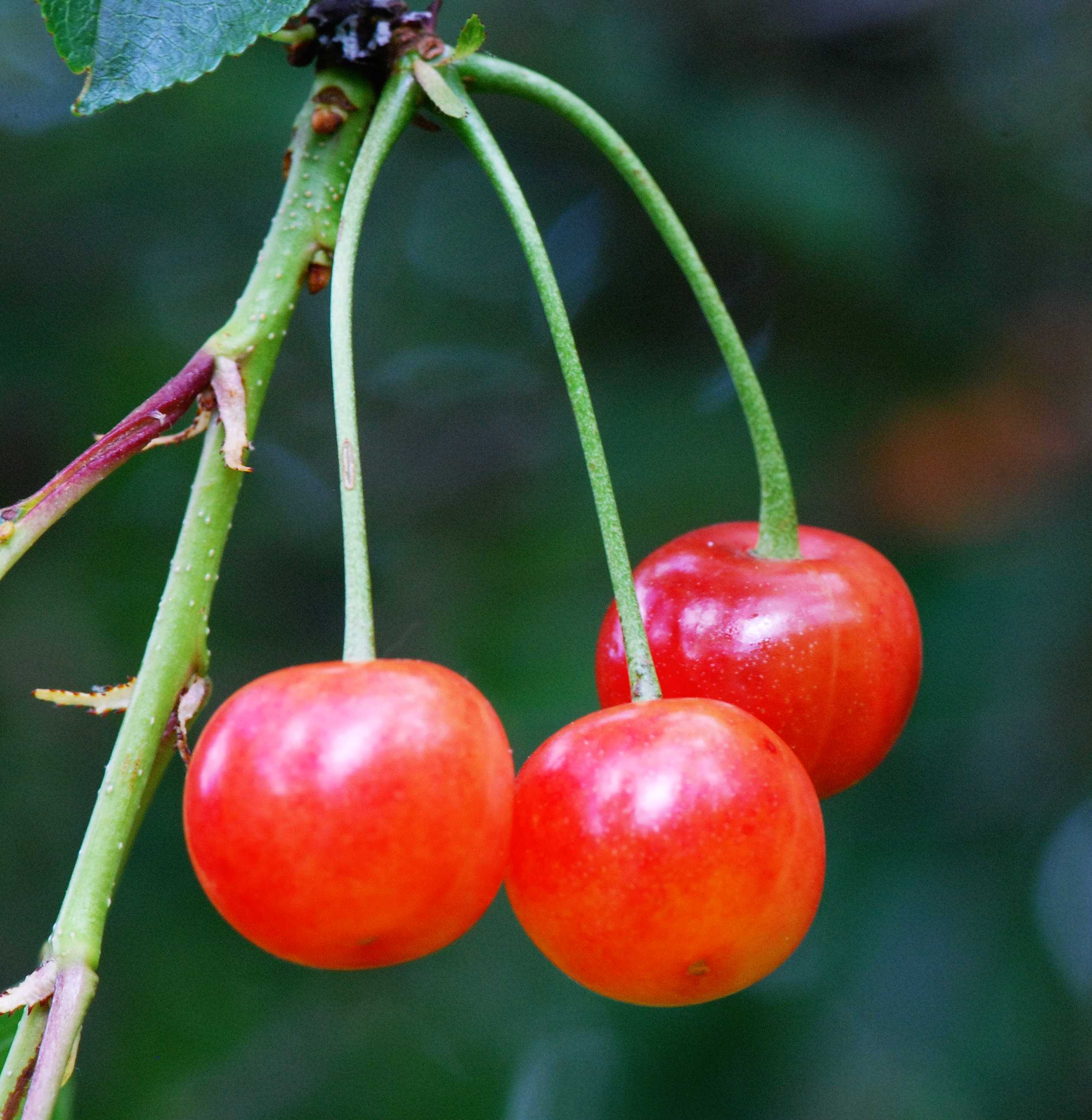
몽모랑시 체리
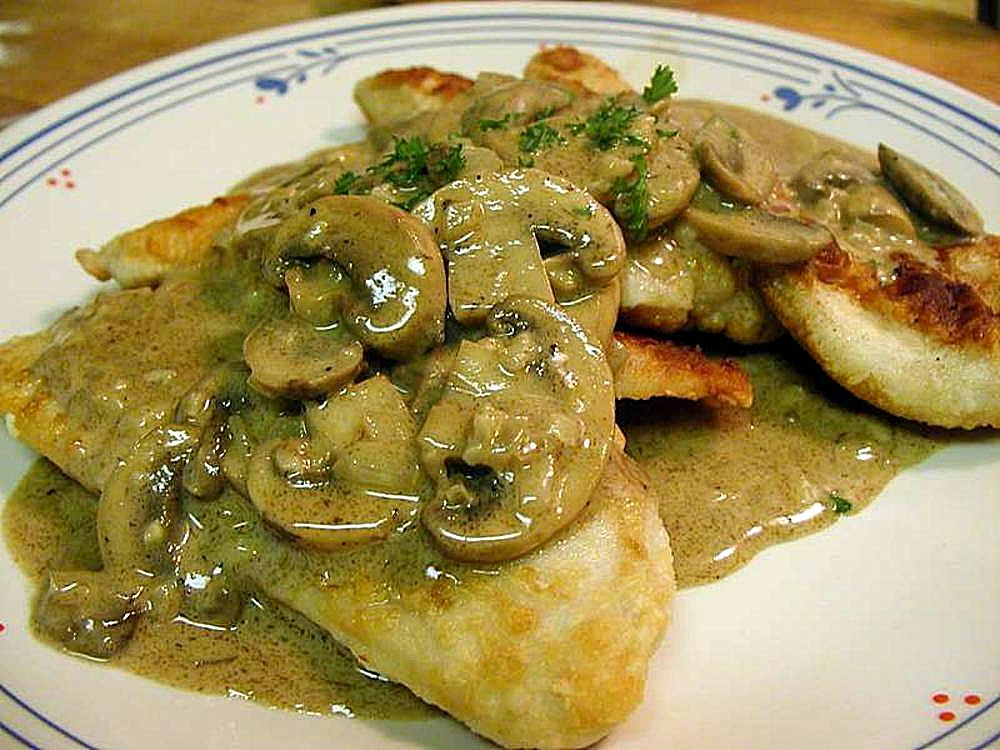
파리 양송이버섯 소스를 얹은 닭고기 요리
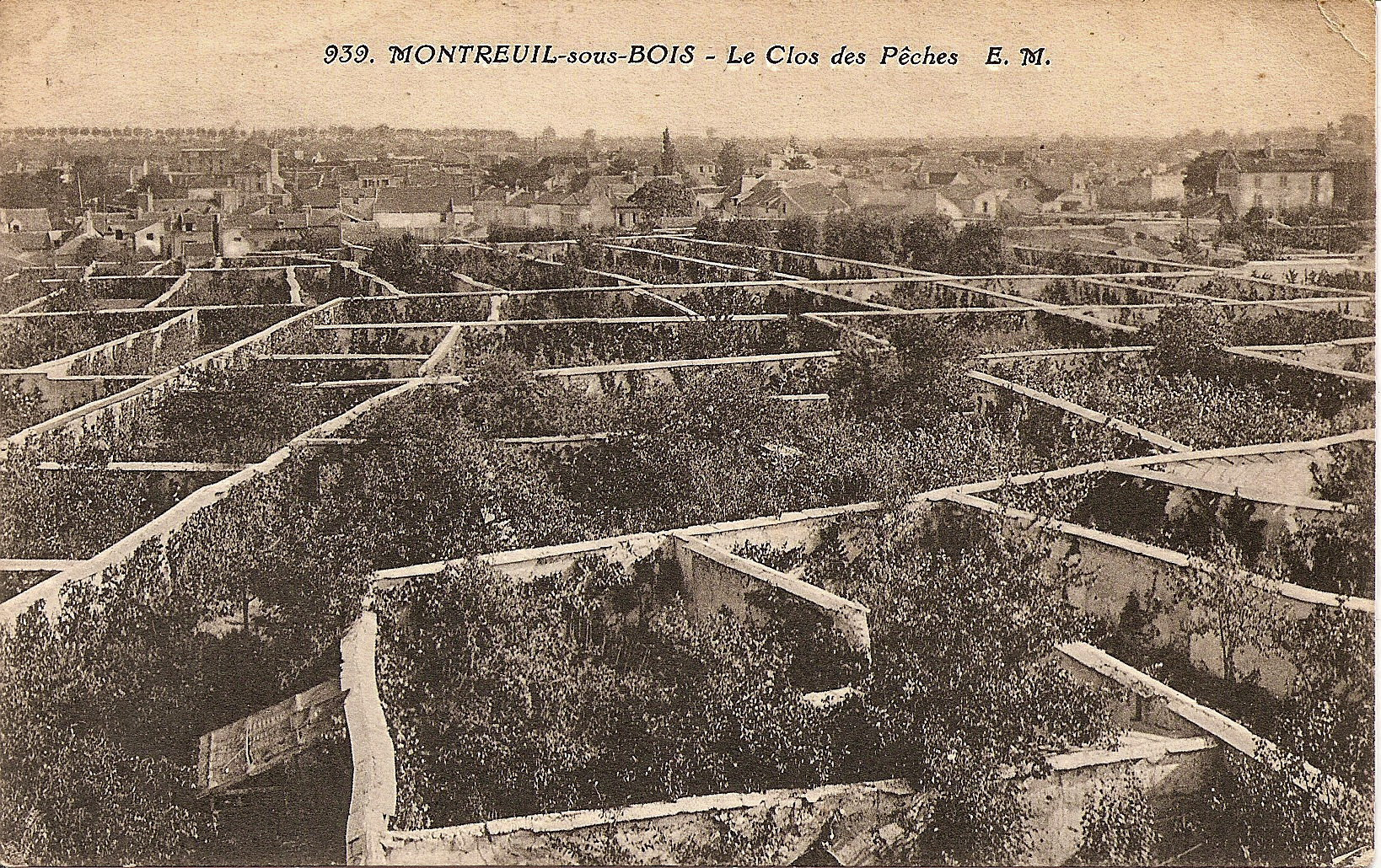
몽트뢰유의 복숭아 농장

## 육류
파리 요리의 가금류 요리는 프랑스 루이 14세 시절 궁정에 제공되었던 특선 요리로부터 유래하였다. 특히 풀 드 우당 (poules de Houdan)이라는 닭 품종이 이름나 있다.
파리의 대표적인 햄으로 장봉 드 파리 (jambon de Paris, 파리 햄)이 있다. 다양한 형태의 제품으로 소비되며, 버터 요리부터 크로크므시외에 이르기까지 활용되는 요리도 가지각색이다.
그밖에 전통 고기요리로는 쇠고기 볶음스튜인 미로통 드 뵈프 (Miroton de bœuf), 갈빗살 구이인 코트 로티 (côte rôtie), 앙트르코트 베르시 (entrecôte Bercy)가 있다. 육류가공품으로는 파리 햄 (Saucission de Paris)가 유명하며 돼지고기에 마늘, 향신료를 쳐서 만든다. 또 블랙 푸딩의 일종인 부댕 아 루아뇽 (Boudin à l'oignon), 슈니첼의 변형인 에스칼로프 파리지엔 (escalope parisienne)도 대표적이다.

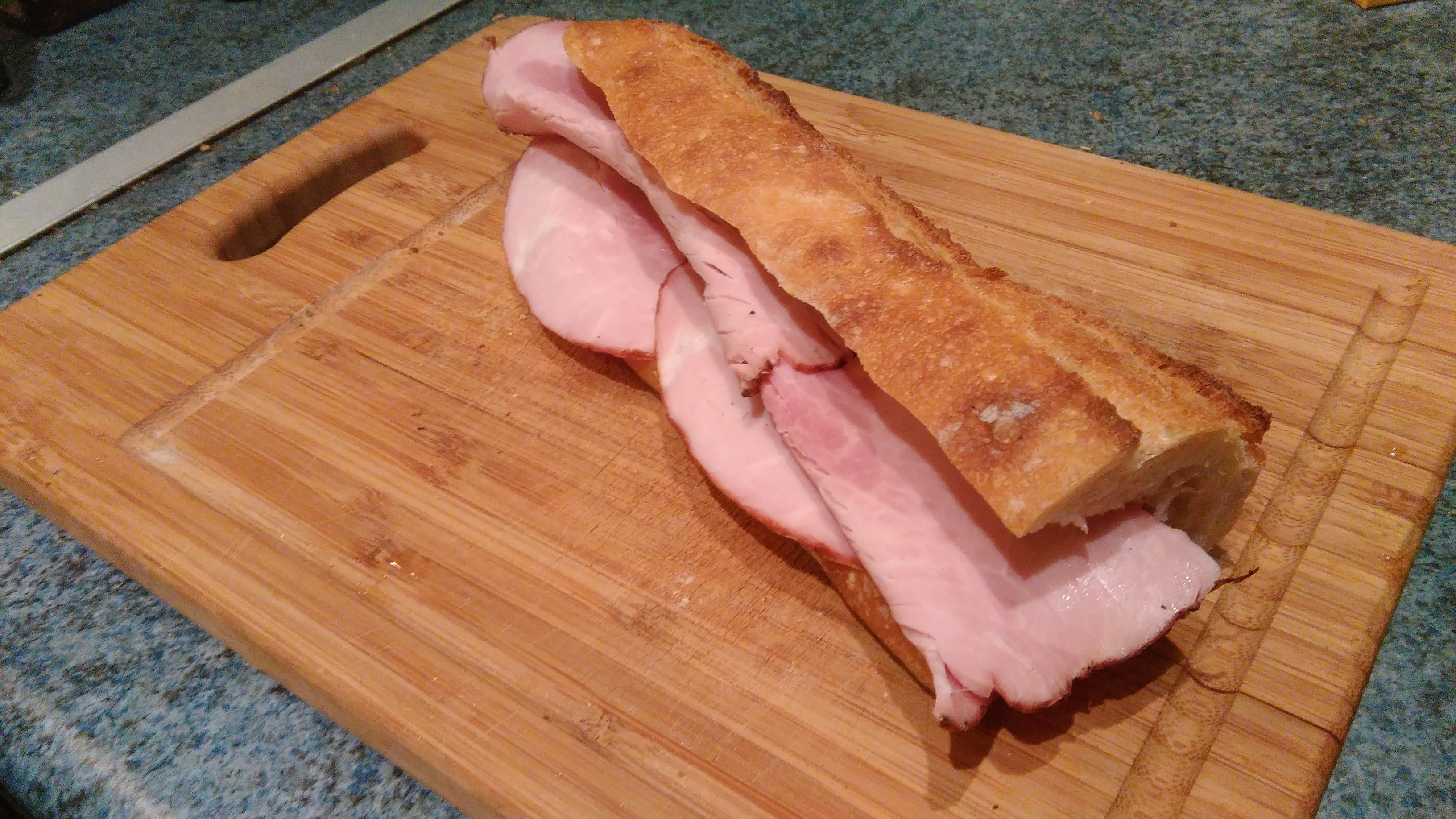
파리 햄을 끼운 장봉뵈르
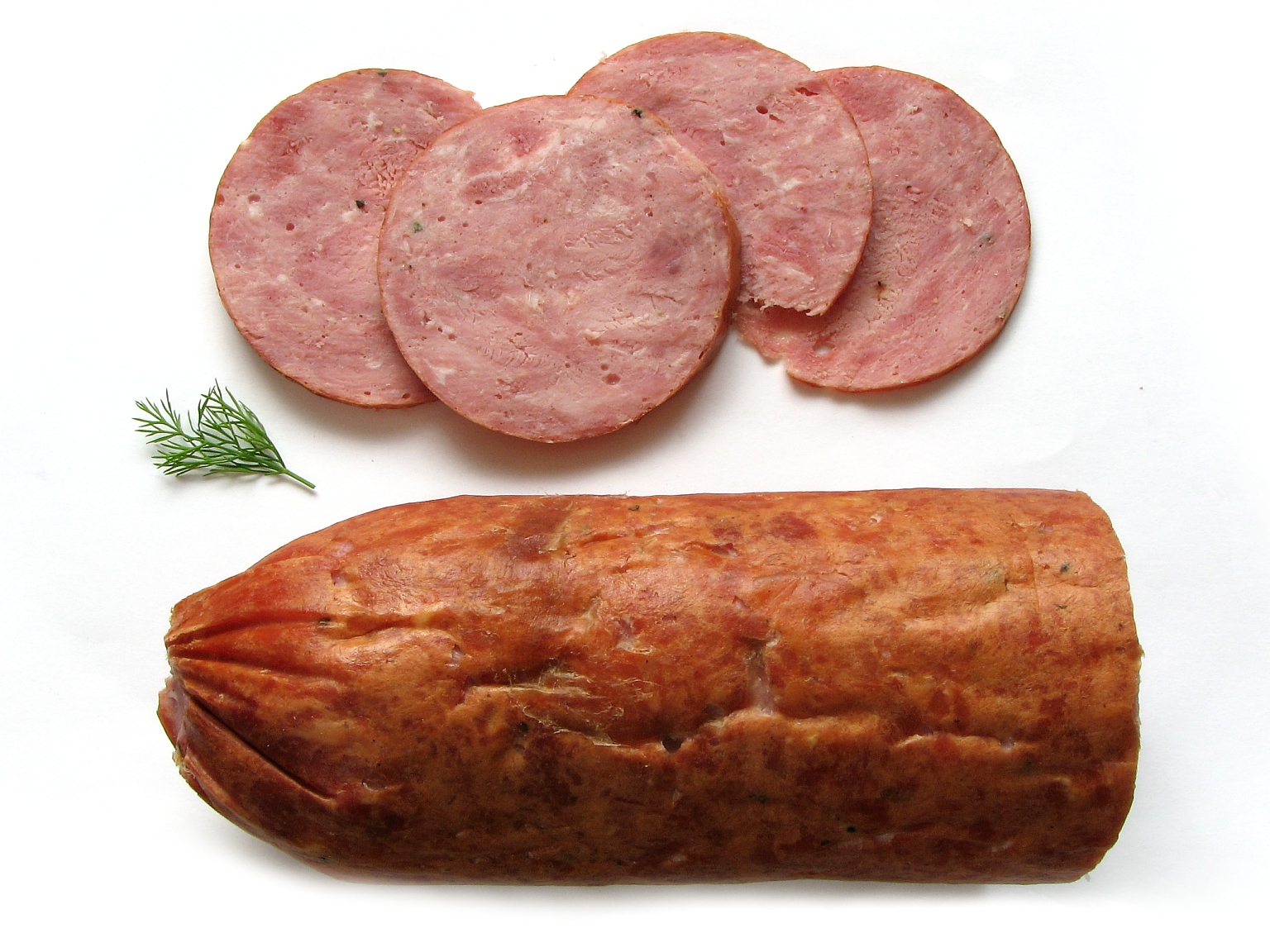
파리 햄
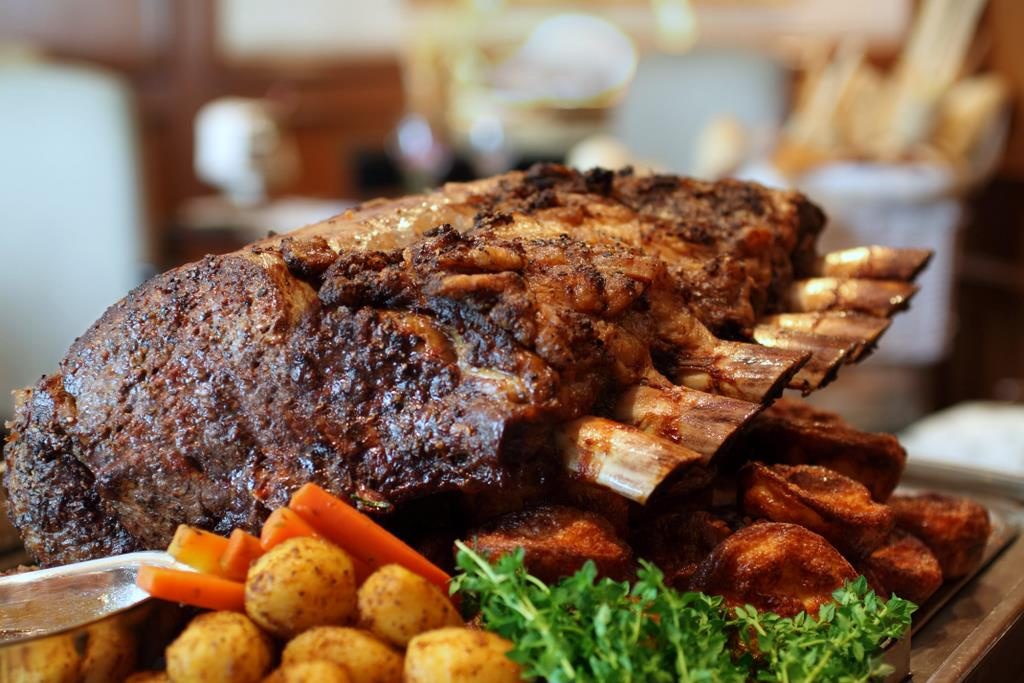
코트 로티

## 빵과 페이스트리
파리의 빵으로는 프랑스를 대표하는 유명한 빵인 바게트가 있으며, 브리아레 빵 (Pain Briare)과 벡생 빵 (Pain Vexin)도 있다.
페이스트리로는 생토노레, 타르트 부르달루, 오페라, 피낭시에, 밀푀유가 유명하며, 파테 아 슈를 이용한 각종 페이스트리도 이름나 있다. 이러한 디저트빵 중에서 대다수, 특히 파테 아 슈를 이용한 빵은 페이스트리와 제과 원리의 선구자로 꼽히는 마리앙투안 카렘이 운영하던 '파티세리 드 라 루 드 라 페' (Pâtisserie de la rue de la Paix)에서 개발한 것이다. 이밖에 낭테르 브리오슈 (Brioche de Naterre)도 파리의 대표적인 디저트빵이다.

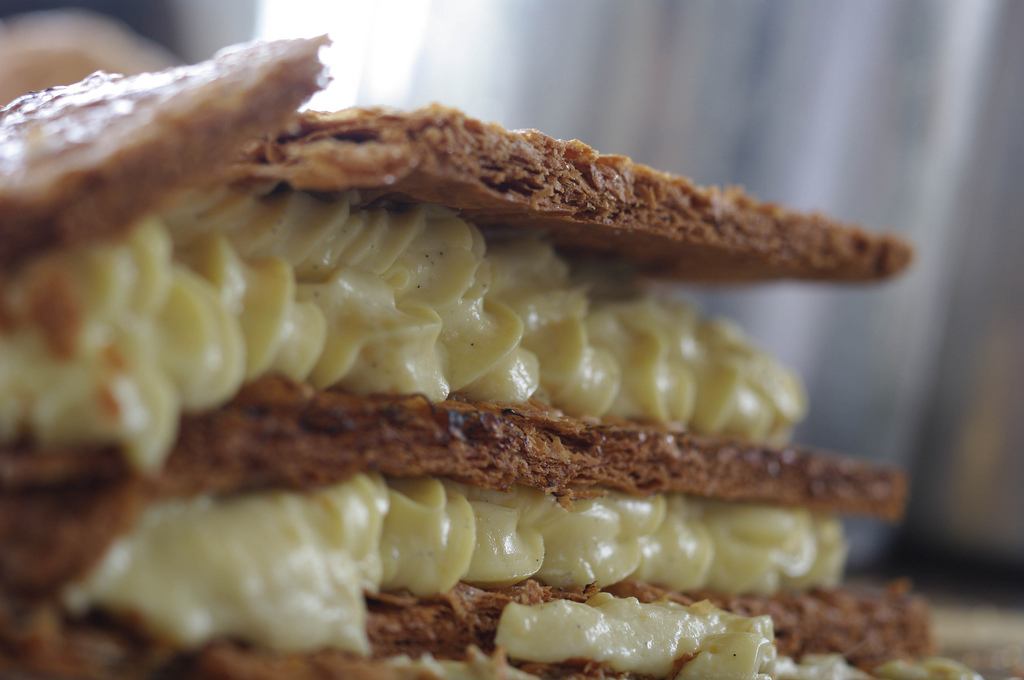
밀푀유
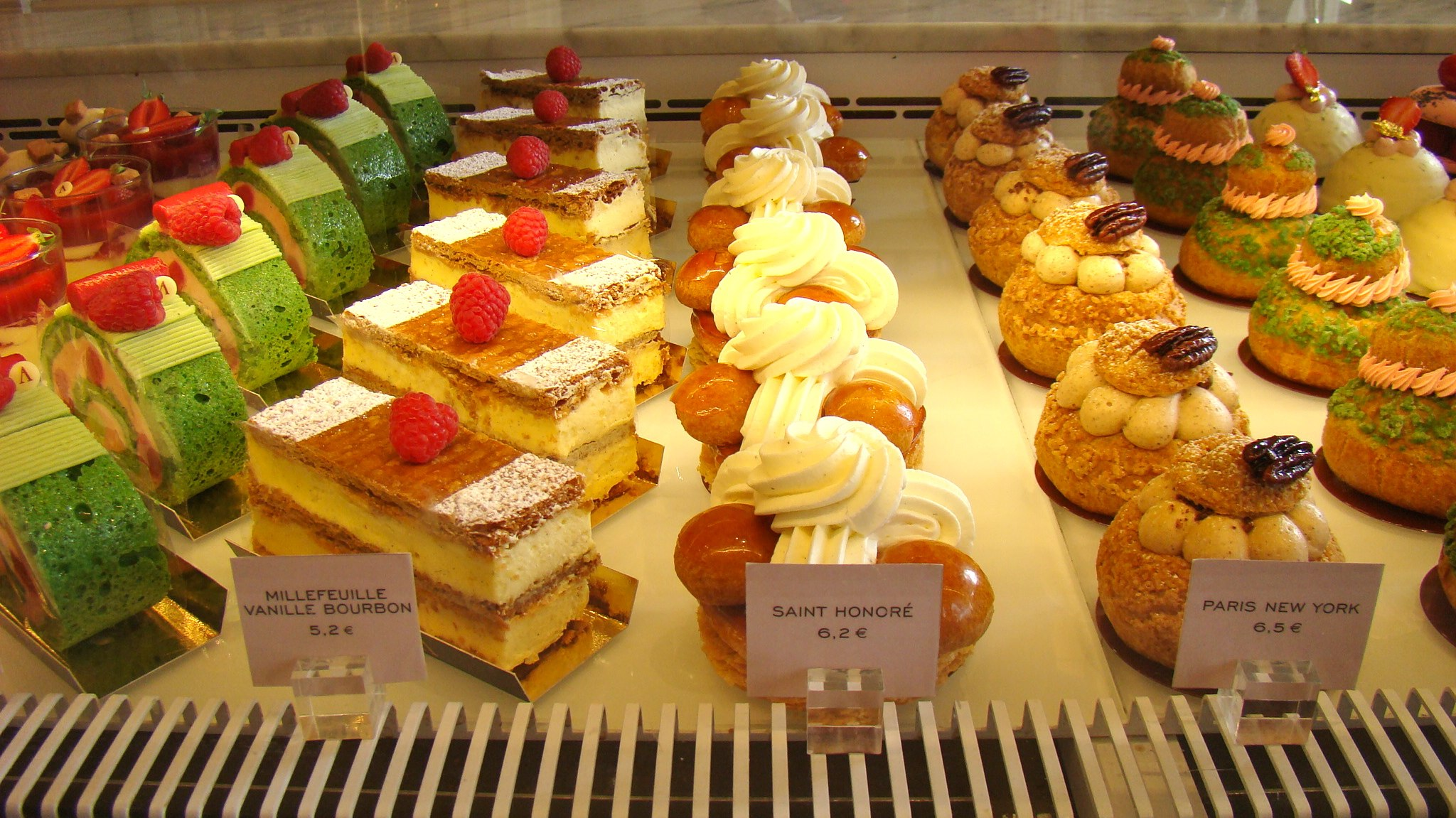
안젤리나에서 판매되는 페이스트리
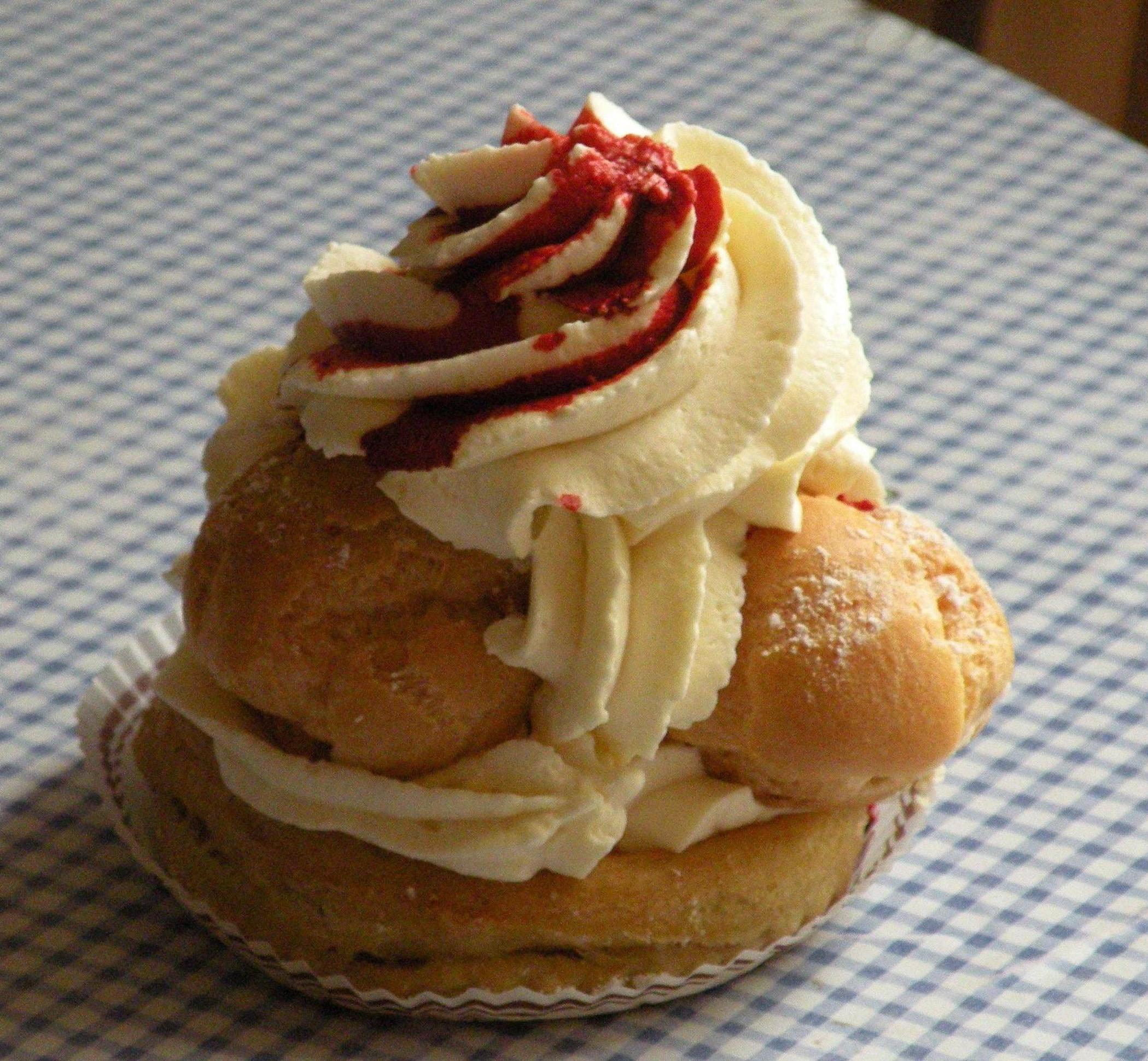
생토노레
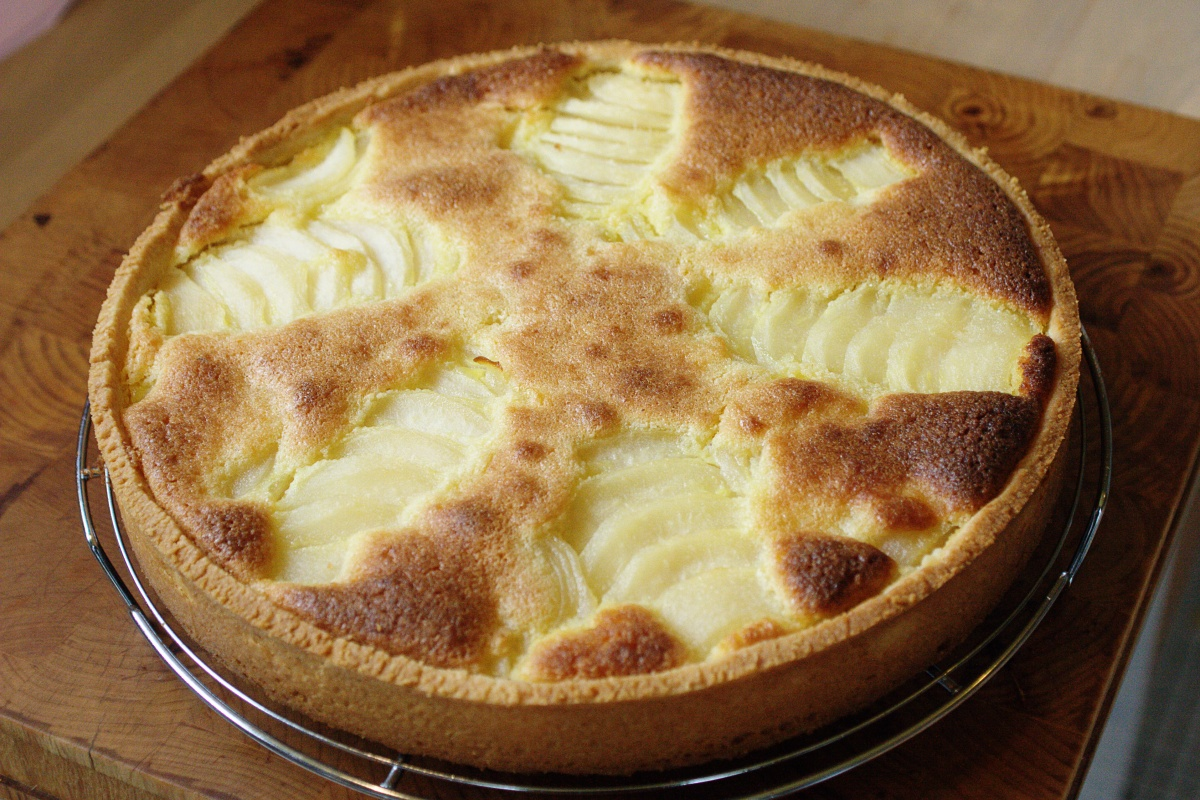
부르달루 타르트

## 전통 요리
- 양파 수프 (Soupe à l'oignon) - 양파를 달짝지근하게 익혀 만든 수프로, 프랑스 전국에서 찾아볼 정도로 유명하다.
- 마텔로트 당기유 (matelote d'anguille) - 장어에 적포도주를 부어 요리한 것으로 대표적인 파리 요리로 꼽힌다.[10]
- 크로크므시외 (croque-monsieur) - 파리식 비스트로 요리로, 식빵 사이에 파리 햄을 끼우고 치즈를 얹어 구워 만든다. 카퓌신 대로의 한 카페에서 처음 개발한 것으로 알려져 있다.[11]

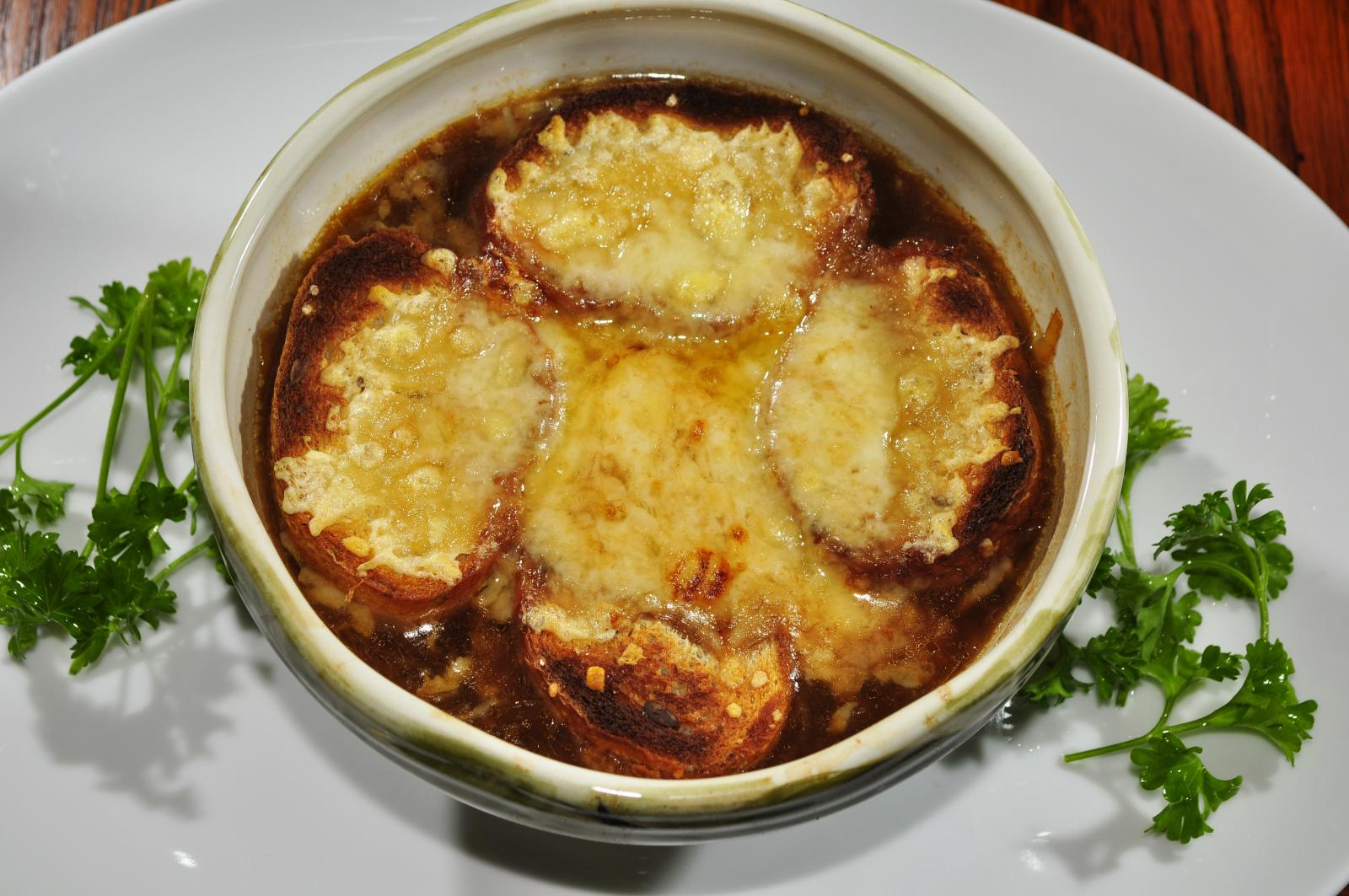
양파 수프
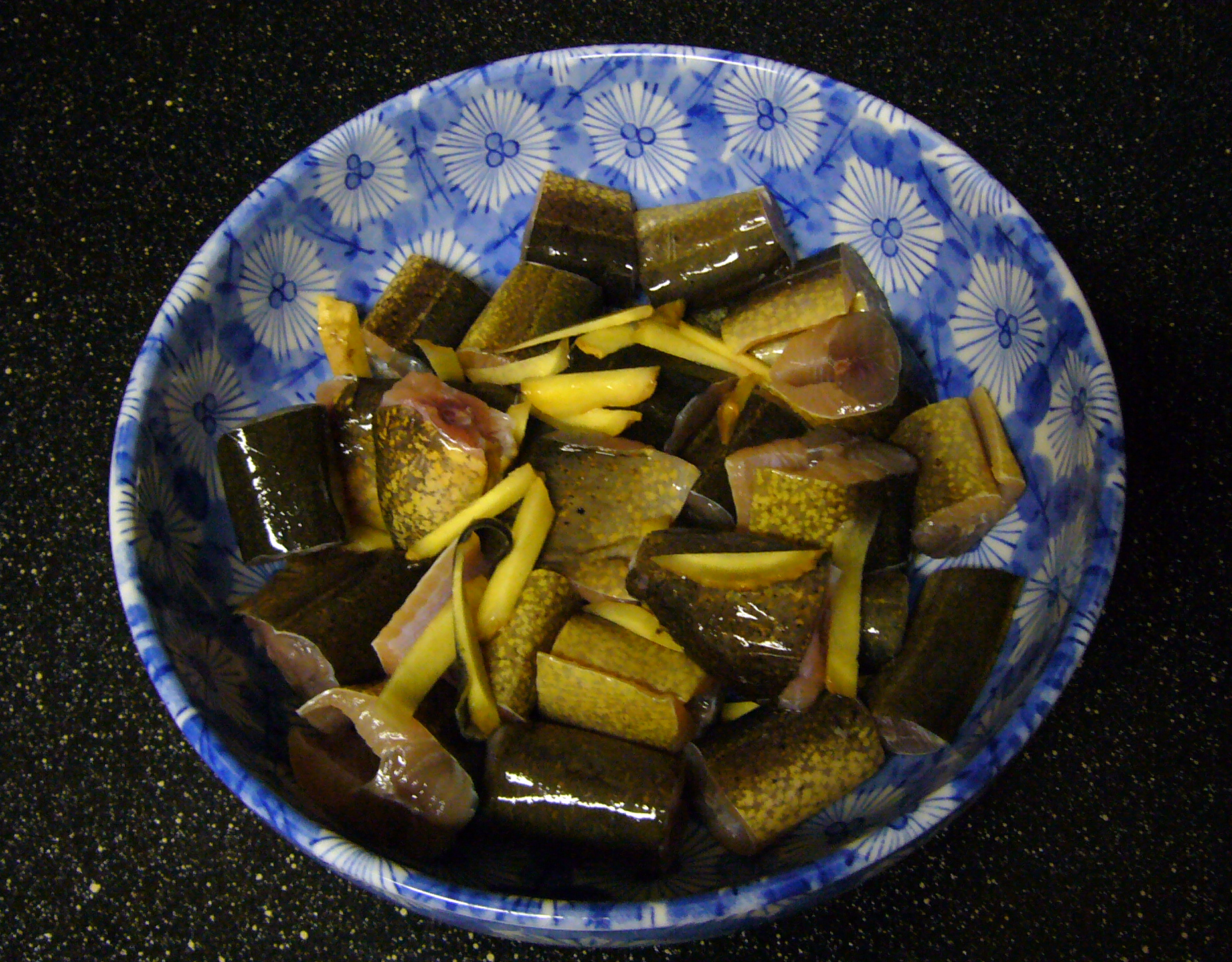
마틀로테 당기유
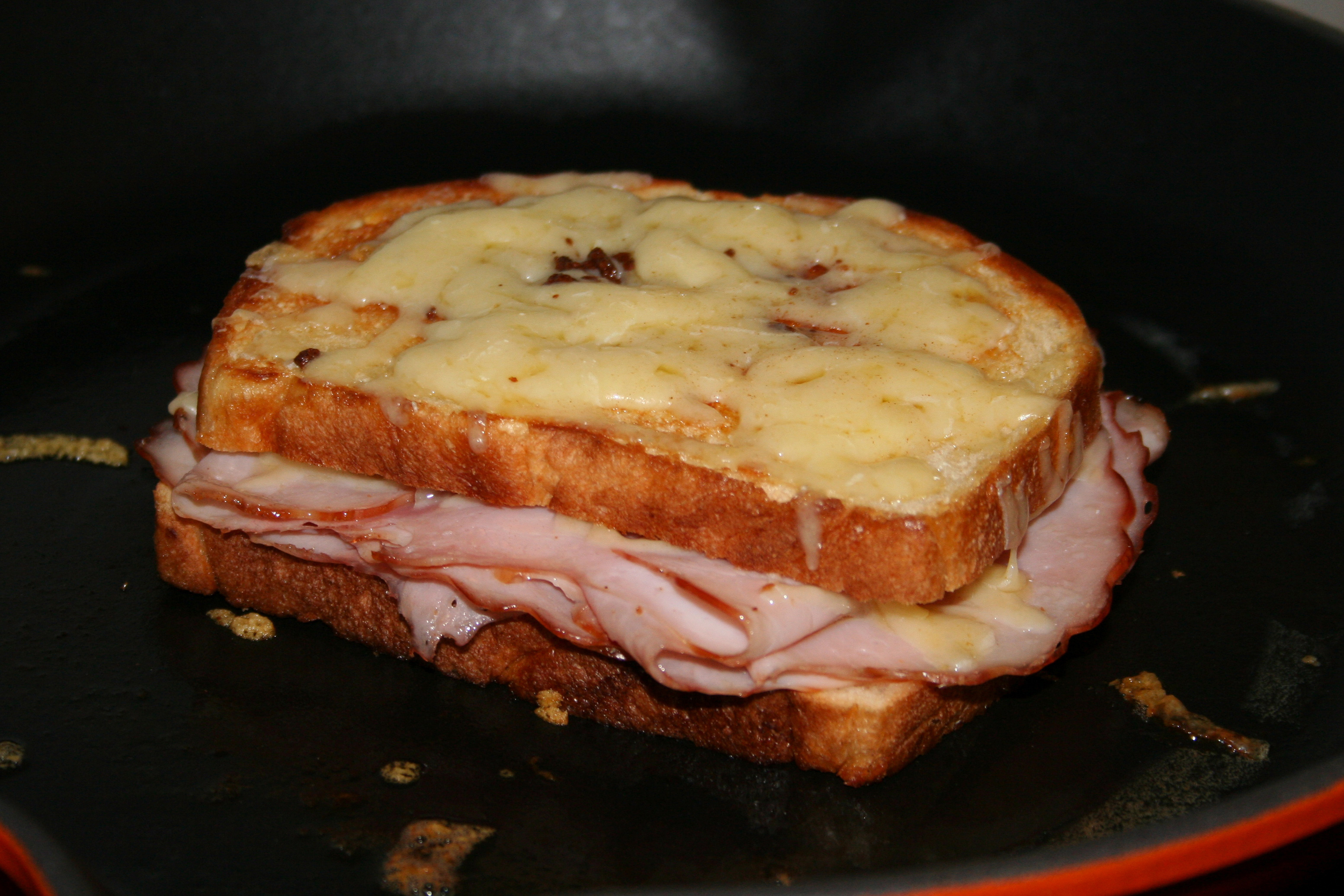
크로크므시외

## 포도재배

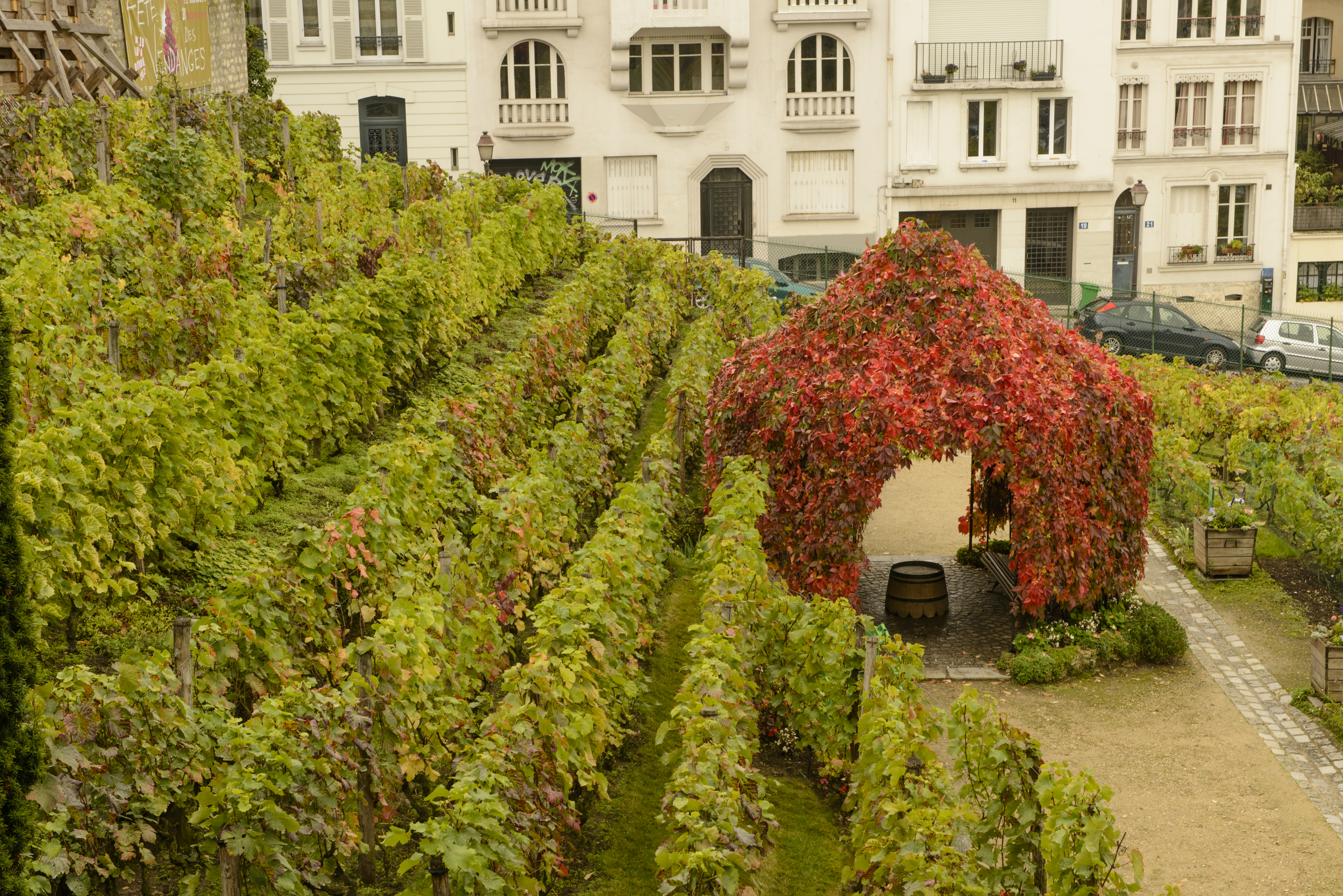
파리의 몽마르트르 포도원

파리에서는 현지 포도원에서 생산된 수많은 와인을 시음할 수 있으며 그 중 일부는 최고의 수준을 자랑한다. 18세기에 이르러 파리의 포도원은 프랑스에서 가장 이름난 것으로 정점을 찍었다.
예로부터 파리의 와인은 파리 시내 몽마르트르의 포도원이나, 좀 더 교외에 위치한 생제르맹앙레의 포도원에서 생산되었다.
프랑스 왕실에 공급되던 와인은 매우 고급스럽고 유명했지만, 아르장퇴유 (Argenteuil) 와인처럼 나쁜 와인의 대명사로 낙인찍힌 와인들도 존재하였다. .

## 맥주
맥주의 경우 19세기 말부터 큰 인기를 끌었으나 1968년 파리 최후의 맥주 양조장이었던 라 누벨 갈리아 양조장 (La Nouvelle Gallia)가 문을 닫으면서 파리의 맥주도 명맥이 끊겼다.
2012년 10월 파리 18구에 소규모 양조장인 구트 도르 양조장 (Brasserie de la Goutte d'Or)이 다시 문을 열었다. 그 뒤를 이어 다른 여러 지역에서도 양조장이 설립되어 오랜 전통을 이어가고자 하고 있다.

## 관련 문헌
- Alain, Eventhia Senderens, La Cuisine réussie. Les 200 meilleures recettes de l'Archestrate, Éditions JC Lattès, 1981.

## 같이 보기
- 프랑스 요리